# Ocinara metallescens
Ocinara metallescens är en fjärilsart som beskrevs av Heinrich Benno Möschler. Ocinara metallescens ingår i släktet Ocinara och familjen silkesspinnare. Inga underarter finns listade i Catalogue of Life.